# カール・フリードリヒ (ザクセン＝ヴァイマル＝アイゼナハ大公)
カール・フリードリヒ・フォン・ザクセン＝ヴァイマル＝アイゼナハ（ドイツ語: Karl Friedrich von Sachsen-Weimar-Eisenach, 1783年2月2日 - 1853年7月8日）は、ザクセン＝ヴァイマル＝アイゼナハ大公（在位：1828年 - 1853年）。

## 生涯

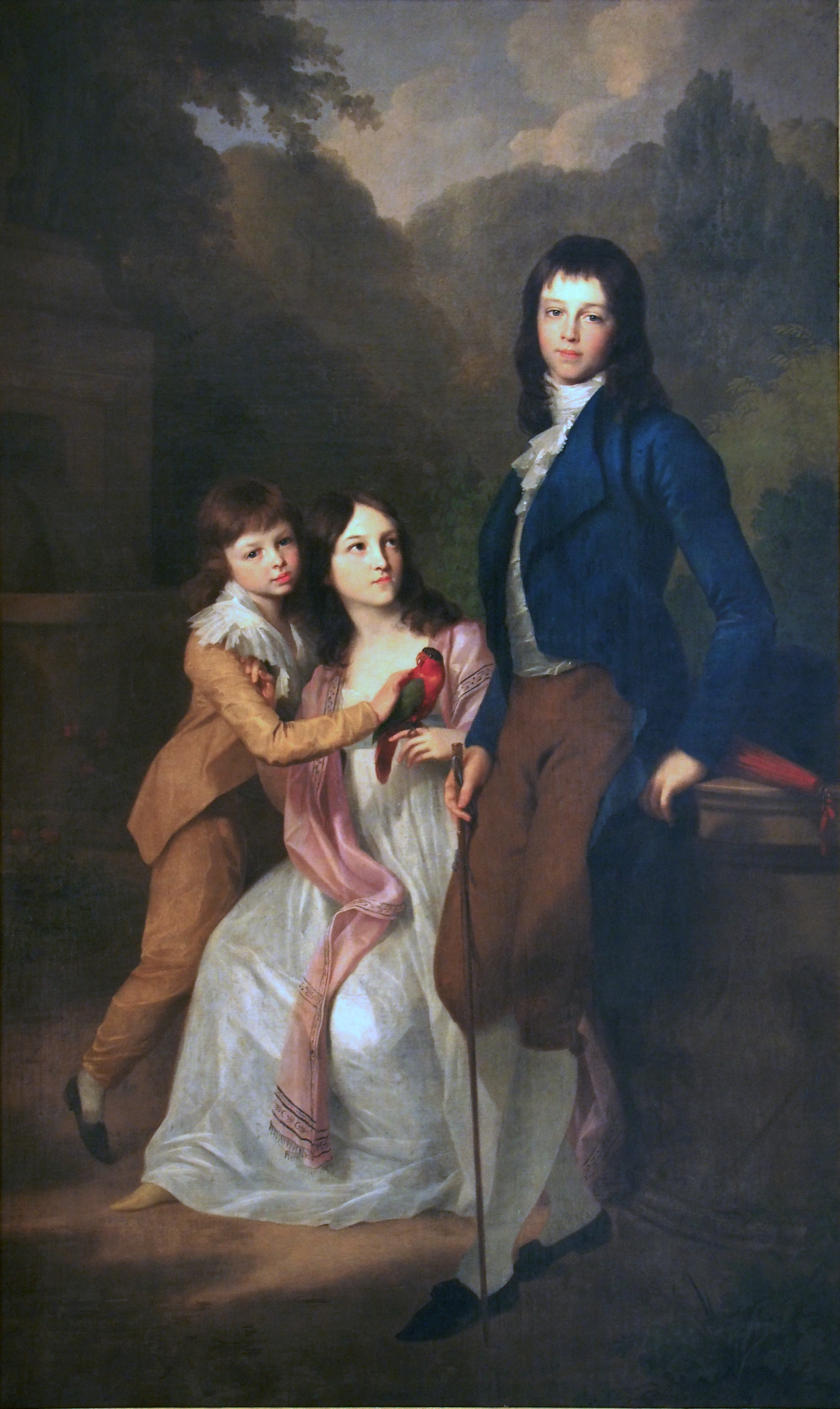
カール・フリードリヒと妹のカロリーネ・ルイーゼ、弟カール・ベルンハルト（ティシュバイン画、1798年）

ザクセン＝ヴァイマル＝アイゼナハ大公カール・アウグストとその妃でヘッセン＝ダルムシュタット方伯ルートヴィヒ9世の娘のルイーゼの長男として、ヴァイマルに生まれた。カール・フリードリヒは母のお気に入りであったが、父は弟ベルンハルトの方を可愛がった。教育を終えたカール・フリードリヒは、教育の責任者であるヨハン・ゴットフリート・ヘルダーの指図でフランスとロシアへのグランド・ツアーに赴いている。
1804年8月3日、カール・フリードリヒはサンクトペテルブルクでロシア皇帝パーヴェル1世の娘マリア・パヴロヴナと結婚した。大公世子時代のカール・フリードリヒは、ヴァイマルと妻の実家サンクトペテルブルクを行き来する生活を送っていた。1828年に父が死ぬと、カール・フリードリヒが大公位を継承した。

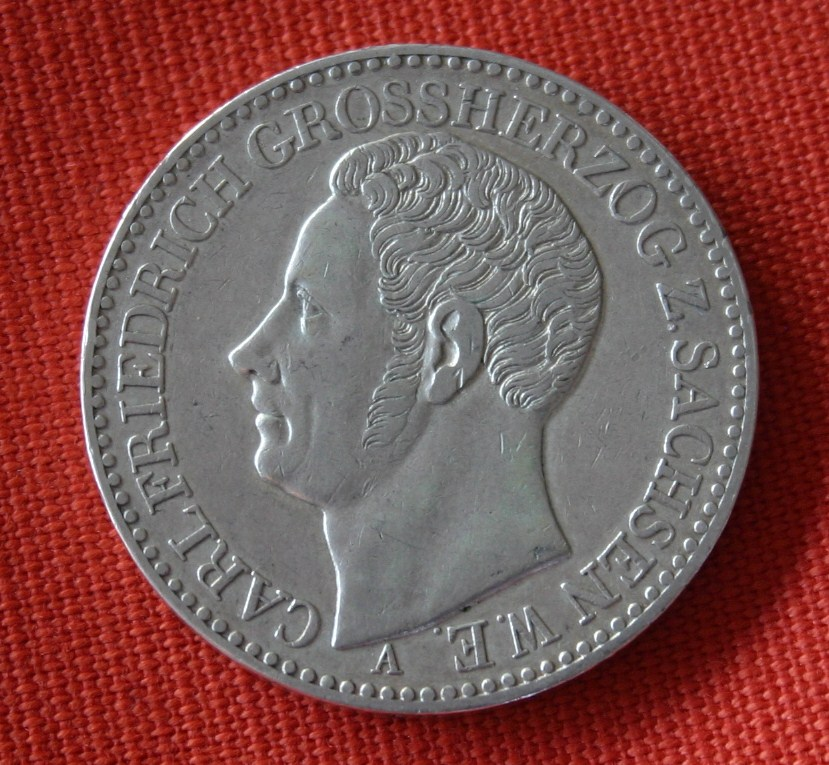
カール・フリードリヒの肖像が彫られた1841年発行のターラー銀貨

カール・フリードリヒは父の統治方針を引き継いだ一方、ヴァイマル宮廷には厳しい倹約を強いた。大公国では妃マリア・パヴロヴナの影響の下、多くの福祉政策が実行された。カール・フリードリヒは農業や商業、手工業を奨励し、1834年にはドイツ関税同盟に参加し、ハレからヴァイマル経由でアイゼナハまでをつなぐテューリンゲン鉄道 (en) 建設に関する協定を結ぶことで他のテューリンゲン諸公国やプロイセン王国と結びつきを強めた。
ドイツにおける1848年革命の結果、1816年に制定されていた大公国憲法はより自由主義的な内容になった。1848年3月になると、大公宮殿の近くで住民が自由主義者の首相の任命を要求して騒乱を起こした。首相エルンスト・クリスティアン・アウグスト・フォン・ゲルスドルフは退陣を余儀なくされ、次の内閣は大公の君主権を制限するための多くの法律を制定せねばならなかった。
カール・フリードリヒは偉大な父カール・アウグストの陰のような存在であった。彼はひどい吝嗇家で、新時代の潮流を理解することはなかった。ザクセン＝ヴァイマル＝アイゼナハ大公国が依然として文化の中心であり続けられたのも、ひとえに妻マリア・パヴロヴナのおかげであった。

## 子女
妻マリア・パヴロヴナとの間に2男2女をもうけた。
- パウル・アレクサンダー・カール・コンスタンティン・フリードリヒ・アウグスト（1805年 - 1806年）
- マリー・ルイーゼ・アレクサンドリーナ（1808年 - 1877年） - 1827年、プロイセン王子カールと結婚
- アウグスタ・マリー・ルイーゼ・カタリーナ（1811年 - 1890年） - 1829年、ドイツ皇帝ヴィルヘルム1世と結婚
- カール・アレクサンダー・アウグスト・ヨハン（1818年 - 1901年） - ザクセン＝ヴァイマル＝アイゼナハ大公位を継承

| 先代 カール・アウグスト | ザクセン＝ヴァイマル＝アイゼナハ大公 1828年 - 1853年 | 次代 カール・アレクサンダー |